# Ordre du Mérite (Turquie)
Pour les articles homonymes, voir Ordre du Mérite.
L'Ordre du Mérite est une décoration turque fondée en 1953.

## Récipiendaires
- 8 juin 1990 –  Allemagne : Joseph Jacob Heinotten[1]
- 8 juin 1990 –  Autriche : Clemens Holzmeister [1]
- 25 octobre 1996 –  Allemagne : Rupert Wilbrandt
- 25 octobre 1996 –  Autriche : Wilhelm Leitner
- 25 octobre 1996 –  Allemagne : Annemarie Schimmel
- 28 août 1997 –  Hongrie : Geza Feher
- 28 août 1997 –  Hongrie : Gerö Gyözü
- 28 août 1997 –  Hongrie : Geza David
- 20 novembre 1997 –  Irlande : Ninette de Valois
- 14 janvier 1998 –  France : Jean-Paul Roux
- 14 janvier 1998 –  France : Robert Mantran
- 14 janvier 1998 –  Japon : Yuzo Nagata
- 14 janvier 1998 –  Japon : Shoichiro Toyoda
- 14 janvier 1998 –  Japon : Isao Yonekura
- 14 janvier 1998 –  Azerbaïdjan : Kamil Veli Nerimanoğlu
- 14 janvier 1998 –  Azerbaïdjan : Tofig Ismayilov
- 14 janvier 1998 –  États-Unis : Justin McCarthy
- 14 janvier 1998 –  États-Unis : Stanford Shaw
- 14 janvier 1998 –  Royaume-Uni : Bernard Lewis
- 14 janvier 1998 –  Royaume-Uni : Andrew Mango
- 14 janvier 1998 –  Royaume-Uni : Geoffrey Lewis
- 14 janvier 1998 –  Ukraine : Omeljan Pritsak
- 14 janvier 1998 –  Ouzbékistan : Roziya Galiyevna Mukminova
- 14 janvier 1998 –  Kirghizistan : Bubina Oruzbayeva
- 14 janvier 1998 –  Russie : Edhem Tenişev
- 14 janvier 1998 –  Ukraine : Gubeydolla Aydarov
- 13 février 1998 –  Autriche : Bert G. Fragner
- 13 février 1998 –  Turkménistan : Oraz Yağmur
- 14 février 1998 –  France : André Clot
- 5 octobre 1998 –  Italie : Augusto Sinegra
- 9 octobre 1998 –  Royaume-Uni : Patrick Kinross
- 9 octobre 1998 –  Égypte : Nasrullah Mübeşşir el-Tırazi
- 9 octobre 1998 –  Égypte : Hüseyin Mucib el-Mısri
- 1er janvier 1999 –  Kazakhstan : Abdimalik Nisanbayev
- 4 janvier 1999 –  Égypte : İbrahim El-Mouelhy
- 3 juin 2008 –  Japon : Sachihiro Omura
- 20 octobre 2008 –  Suède : Lars Johanson
- 20 octobre 2008 –  Hongrie : András Róna-Tas
- 20 octobre 2008 –  États-Unis : Robert Dankoff
- 20 octobre 2008 –  États-Unis : Walter G. Andrews
- 20 octobre 2008 –  Russie : Viktor Guzev
- 11 juin 2014 –  Grèce : Evangelia Balta
- 11 juin 2014 –  Allemagne : Suraiya Faroqhi
- 11 juin 2014 –  États-Unis : Cornell Fleischer
- 11 juin 2014 –  Canada : Feridun Hamdullahpur
- 11 juin 2014 –  Hongrie : György Hazai
- 11 juin 2014 –  Pays-Bas : Machiel Kiel
- 11 juin 2014 –  Bosnie-Herzégovine : Fehim Nametak
- 11 juin 2014 –  Russie : Dimitri Mihailoviç Nasilov
- 11 juin 2014 –  États-Unis : Julian Raby
- 11 juin 2014 –  Autriche : Claudia Römer
- 11 juin 2014 –  Japon : Tadashi Suzuki
- 11 juin 2014 –  Tunisie : Abdeljelil Temimi
- 11 juin 2014 –  Chine : Abudurexıti Yakufu
- 11 juin 2014 –  États-Unis : Feroz Ahmad[2]